# Maylandia hajomaylandi
Maylandia hajomaylandi (Syn.: Metriaclima hajomaylandi) ist eine Buntbarschart, die endemisch bei der kleinen Insel Chizumulu vorkommt, die etwa 30 km vor der mosambikanischen Küste des ostafrikanischen Malawisee liegt. Wie der Gattungsname Maylandia ist das Art-Epitheton hajomaylandi ein Dedikationsname zu Ehren von Hans J. Mayland, einem Autor von aquaristischen Sachbüchern.

## Merkmale
Maylandia hajomaylandi hat eine typische Mbuna-Gestalt, einen kleinen Kopf und eine kurze Schnauze. Geschlechtsreife Männchen sind graublau mit sieben bis neun gelbbraunen Querbändern auf den Seiten. Drei blaue Streifen finden sich auf dem Oberkopf. Der restliche Kopf, Kehle und Brust sind orangegelb, die Wangen opalgrün. Die unpaaren Flossen sind blau und gelb, Rücken- und Schwanzflosse haben blaue und gelbe Flossenstrahlen. Die Afterflosse zeigt zwei bis sieben gelborange, dunkel umrandete Eiflecke. Die Bauchflossen sind gelb und blau, die ersten beiden Flossenstrahlen sind weißlichblau, der zweite manchmal auch dunkel. Weibchen sind graubraun oder graublau und zeigen dunkle Querbändern, die schmaler und weniger auffällig als die der Männchen sind. Die Brust ist silbriggrau, alle Flossen sind graublau.
Die Kiefer sind mit drei bis fünf Zahnreihen besetzt. Die vorderen Zähne der äußersten Zahnreihe sind zweispitzig, die seitlichen sind einspitzig. Die Zähne der inneren Zahnreihen sind bei den Weibchen dreispitzig, bei den Männchen sitzen vergrößerte einspitzige Zähne zwischen den dreispitzigen. Auf dem ersten Kiemenbogen befinden sich 13 bis 15 Kiemenrechen.
- Flossenformel: Dorsale XVIII–XIX/8–9, Anale III/7–8, Pektorale 14–15, Ventrale I/5, Caudale 16.
- Schuppenformel: SL 23–25/10–13, mLR 29–31.

Auffällig ist die ungewöhnlich hohe Zahl von Rückenflossenhartstrahlen, die Maylandia hajomaylandi von allen anderen Maylandia-Arten unterscheidet.
Maylandia hajomaylandi ernährt sich von Phytoplankton und von Aufwuchs. Wie fast alle Malawiseebuntbarsche und alle Mbuna ist Maylandia hajomaylandi ein ovophiler Maulbrüter, bei dem das Weibchen die Brutpflege übernimmt.